# Eduard von Riedel
Eduard von Riedel, född 1 februari 1813, död 24 augusti 1885, var en tysk arkitekt. Han var bror till August Riedel.
Riedel studerade för Friedrich von Gärtner i München samt i Italien och deltog 1841–1850 i byggandet av slottet i Aten. Därefter verkade han i München, byggde bland annat konstföreningens hus där samt slotten Hohenschwangau (1836) och Neuschwanstein (fullbordat 1891) i Bayern.